# Marcilly (Manche)
Marcilly ist eine französische Gemeinde im Département Manche in der Normandie. Sie gehört zum Kanton Pontorson und zum Arrondissement Avranches. Nachbargemeinden sind Saint-Ovin im Nordwesten, Le Mesnil-Ozenne im Nordosten, Isigny-le-Buat im Südosten, Ducey-Les Chéris im Süden und Saint-Quentin-sur-le-Homme im Westen.

## Bevölkerungsentwicklung
| Jahr      | 1962 | 1968 | 1975 | 1982 | 1990 | 1999 | 2008 | 2018 |
| --------- | ---- | ---- | ---- | ---- | ---- | ---- | ---- | ---- |
| Einwohner | 529  | 526  | 435  | 424  | 336  | 332  | 379  | 325  |

## Sehenswürdigkeiten
- Kirche Saint-Martin
- Manoir de la Cour (Herrenhaus), Monument historique

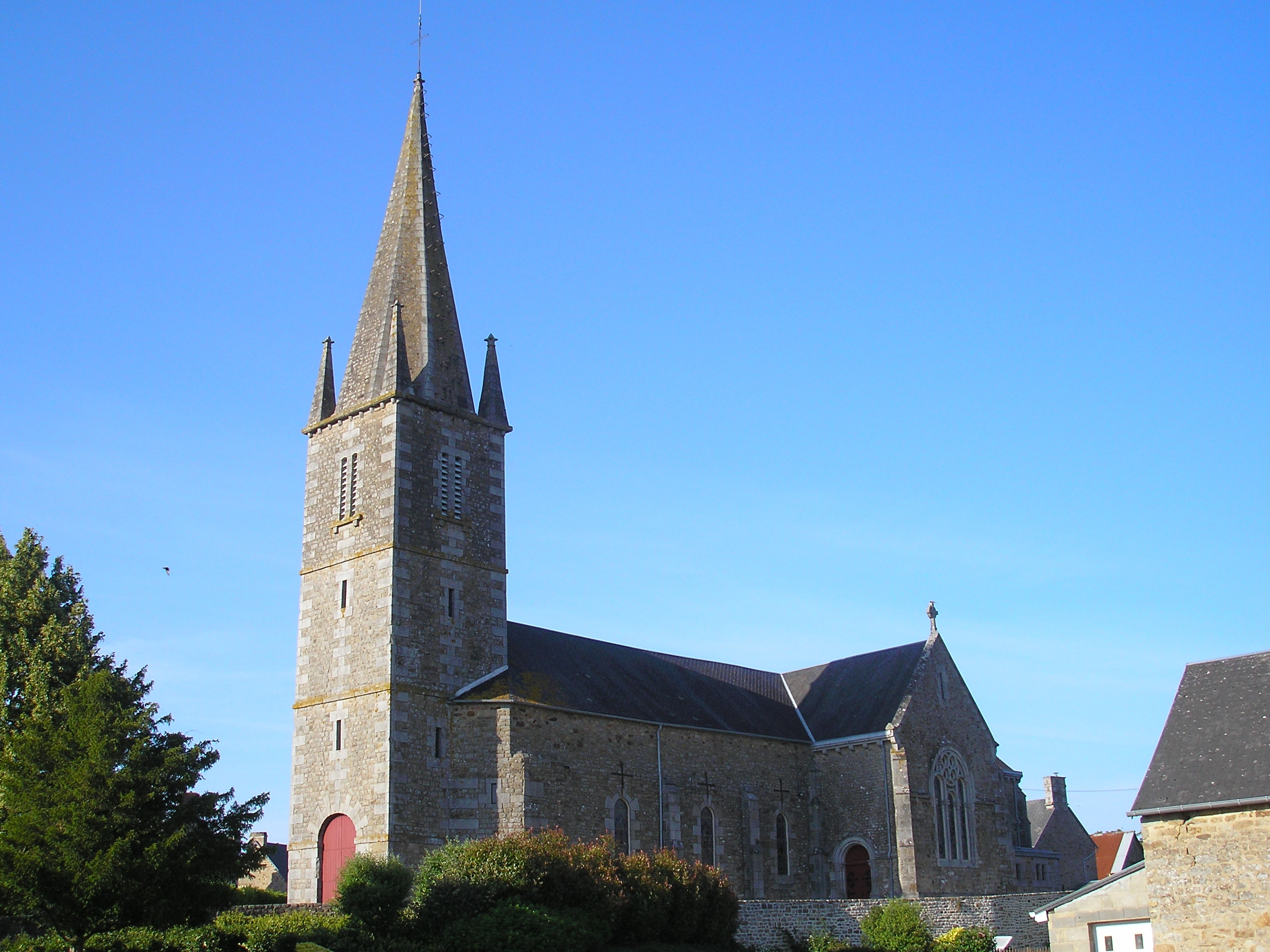
Kirche Saint-Martin
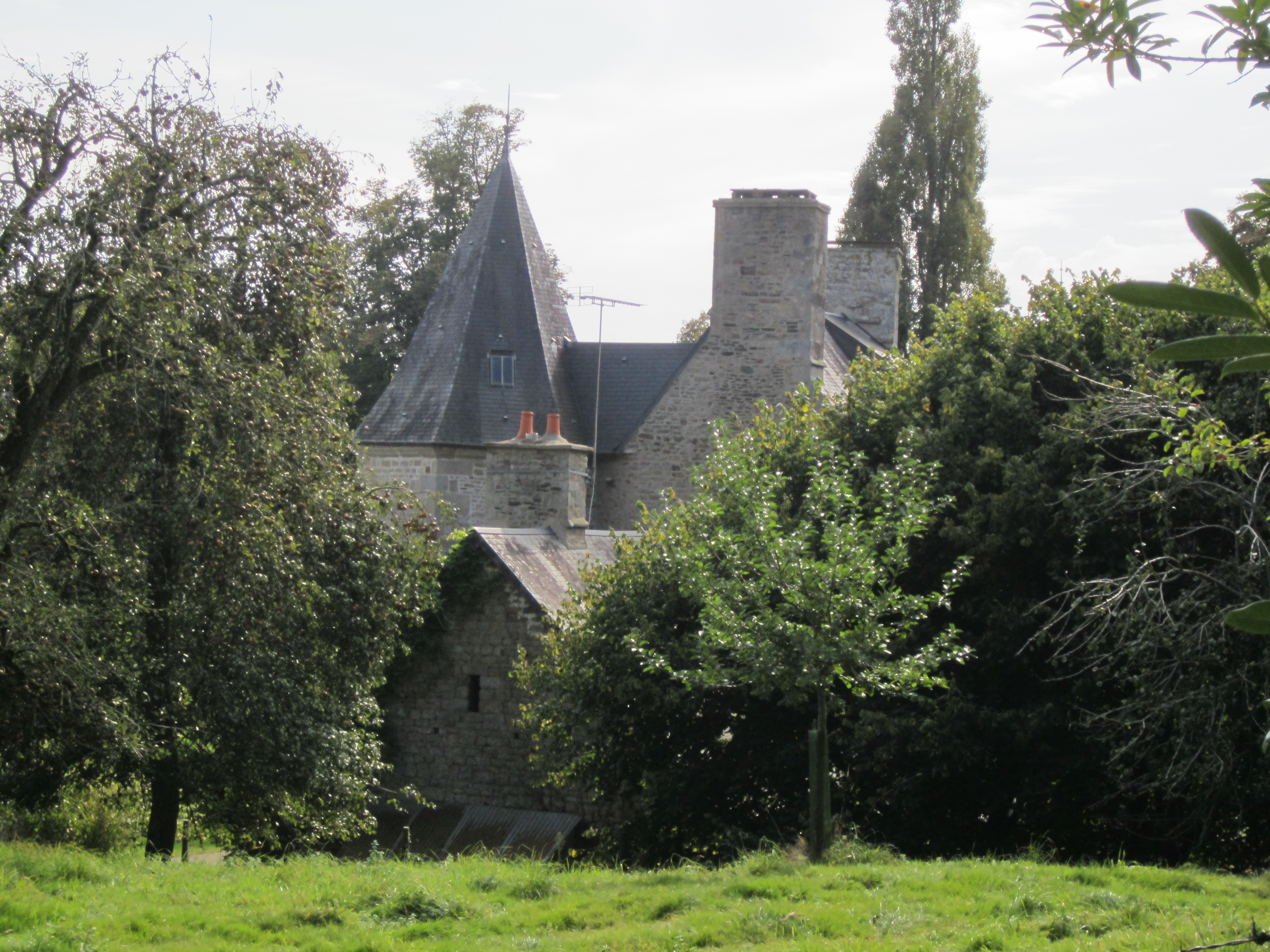
Manoir de la Cour
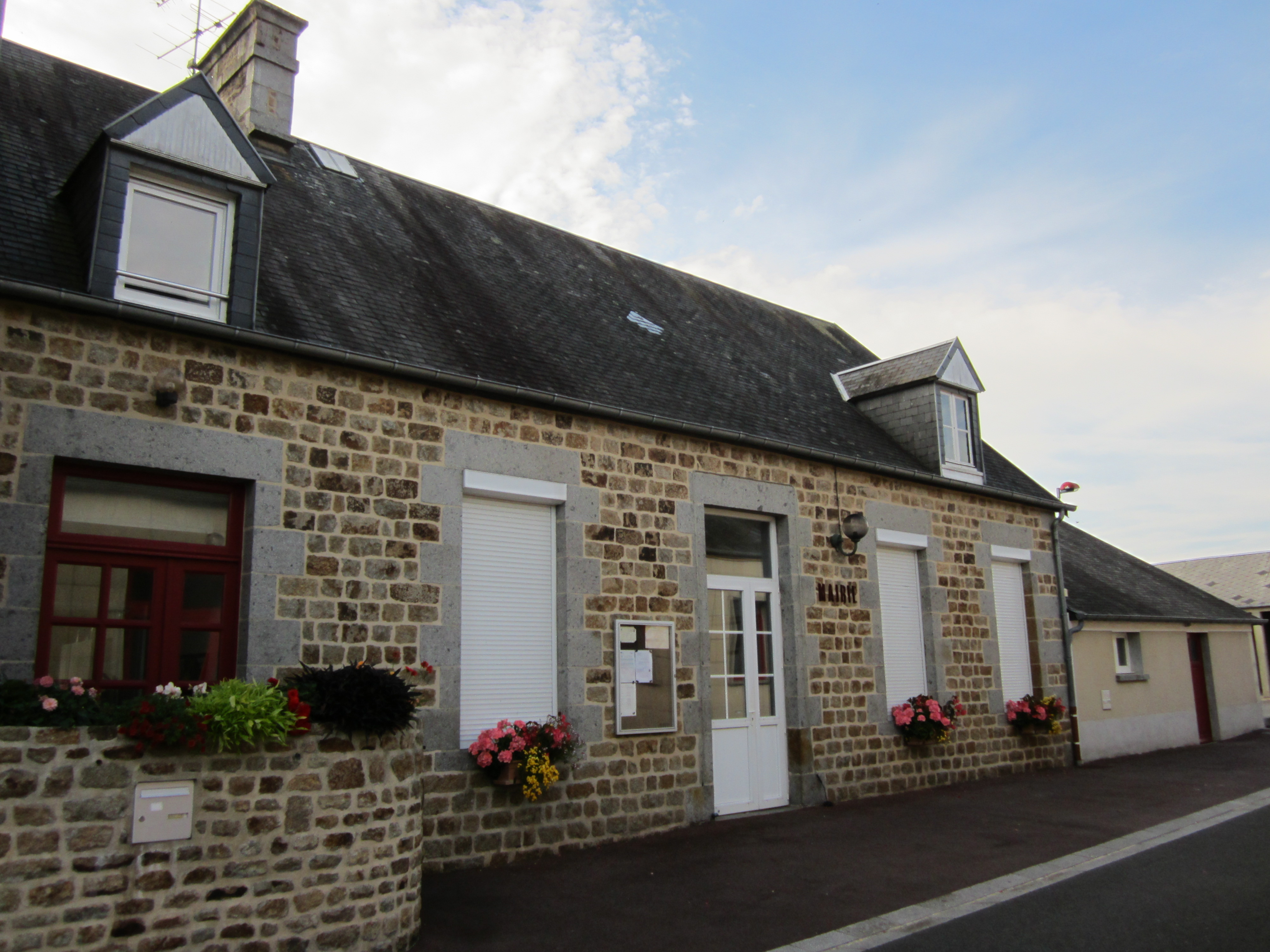
Mairie von Marcilly